# Плезент-Гров (Алабама)
Див. також Плезент-Ґровс (Алабама).
Плезент-Гров (англ. Pleasant Grove) — місто (англ. city) в США, в окрузі Джефферсон штату Алабама. Населення — 9544 особи (2020).

## Історія
Перші садиби, в області, відомій «Плізент-Ґров», штат Алабама, вперше з'явились у вересні 1836 року. Хоча ніхто точно не знає, коли і як саме місто отримало свою назву, старі документи показують, що принаймні частину цієї області називали «Плізент-Ґров» ще в 1884 році. «Плізент-Ґров» було зареєстроване як місто, у січні 1937 року. Включення сталося через досить незвичайні обставини. Місто розташоване на землі, що зрешечена вугільними шахтами. Протягом багатьох років жителі користувалися водозабірними свердловинами для водопостачання. Йшли роки, і добувати воду стало дуже важко, бо вона пішла в шахти. Протягом середині-кінці 1930-х років, федеральний уряд розробив програму для фінансування будівництва місцевих систем водопостачання. При вивченні можливості забезпечення таких засобів, було виявлено, що з метою забезпечення такого фінансування спільнота має бути юридично зареєстрована. Тоді Плізент-Ґров й було зареєстроване як місто.
Місто управляється мером і п'ять членами міської ради, які обираються кожні чотири роки. Вибори проходять протягом літа кожен високосний рік, починаючись в перший понеділок жовтня.

## Географія
Плезент-Гров розташований за координатами 33°29′37″ пн. ш. 86°58′42″ зх. д. / 33.49361° пн. ш. 86.97833° зх. д. (33.493607, -86.978217).  За даними Бюро перепису населення США в 2010 році місто мало площу 25,62 км², уся площа — суходіл.

## Демографія
Згідно з переписом 2010 року, у місті мешкало 10 110 осіб у 3715 домогосподарствах у складі 2857 родин. Густота населення становила 395 осіб/км².  Було 3946 помешкань (154/км²).
Расовий склад населення:
| - 53,7 % — білих - 44,8 % — чорних або афроамериканців - 0,3 % — корінних американців - 0,2 % — азіатів |

До двох чи більше рас належало 0,7 %. Частка іспаномовних становила 0,6 % від усіх жителів.
За віковим діапазоном населення розподілялося таким чином: 23,8 % — особи молодші 18 років, 61,1 % — особи у віці 18—64 років, 15,1 % — особи у віці 65 років та старші. Медіана віку мешканця становила 41,2 року. На 100 осіб жіночої статі у місті припадало 90,9 чоловіків;  на 100 жінок у віці від 18 років та старших — 86,4 чоловіків також старших 18 років.
Середній дохід на одне домашнє господарство  становив 69 534 долари США (медіана — 63 302), а середній дохід на одну сім'ю — 78 353 долари (медіана — 70 014). Медіана доходів становила 47 575 доларів для чоловіків та 47 899 доларів для жінок. За межею бідності перебувало 6,4 % осіб, у тому числі 8,2 % дітей у віці до 18 років та 4,5 % осіб у віці 65 років та старших.
Цивільне працевлаштоване населення становило 4552 особи. Основні галузі зайнятості: освіта, охорона здоров'я та соціальна допомога — 26,1 %, роздрібна торгівля — 13,9 %, виробництво — 10,2 %, транспорт — 8,7 %.